# Atlas digitale Barrierefreiheit

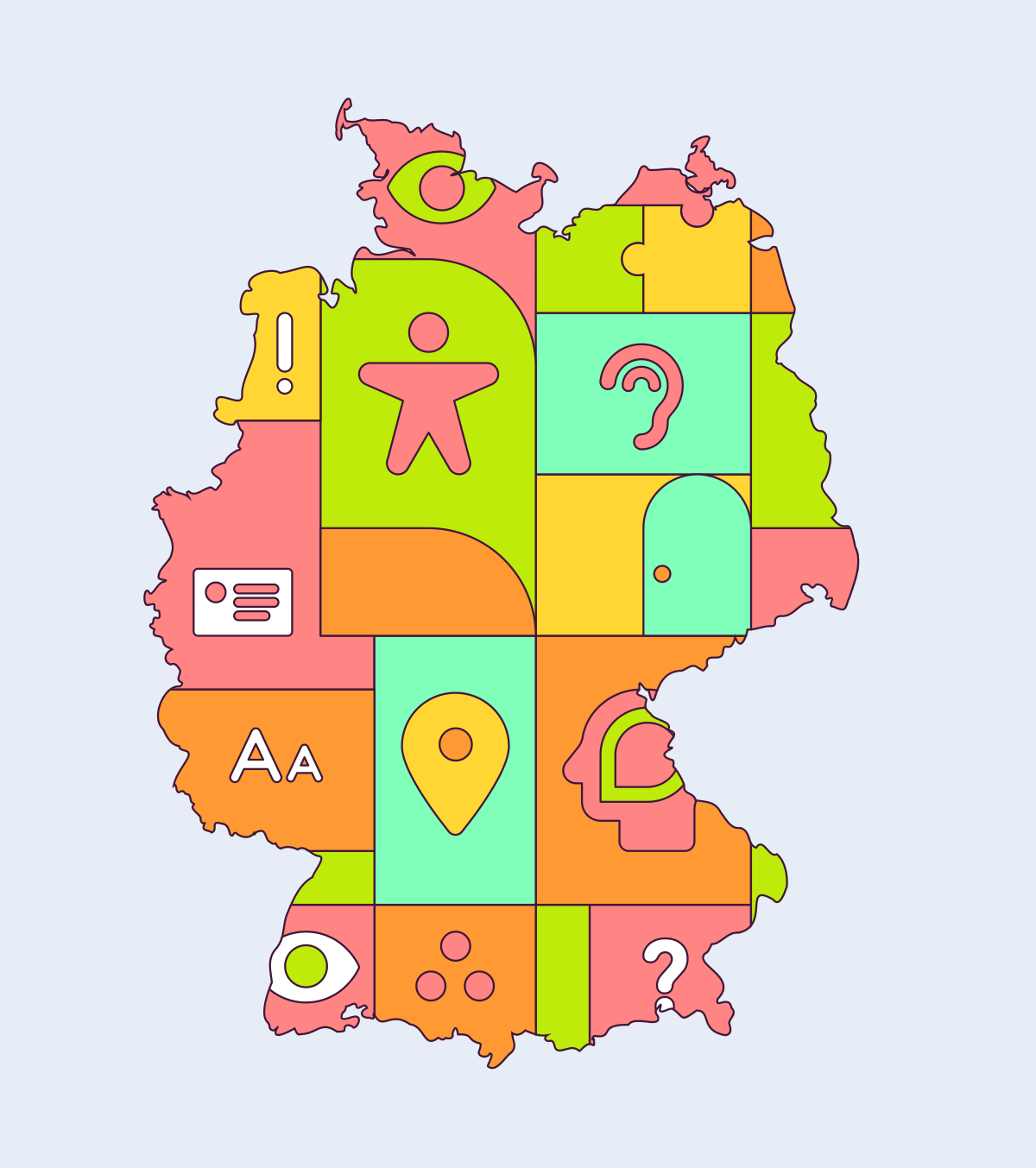
Logo des Atlas digitale Barrierefreiheit

Der Atlas digitale Barrierefreiheit ist ein deutschlandweites Projekt zur Erhebung und Bewertung der digitalen Barrierefreiheit kommunaler Internetseiten. Ziel ist es, die Nutzbarkeit öffentlicher Webseiten für Menschen mit Behinderungen zu prüfen und zu verbessern. Dabei stehen nicht nur technische Kriterien im Fokus, sondern vor allem das subjektive Erleben betroffener Nutzer.

## Methodik
Im Rahmen des Projekts wurden alle Internetseiten der rund 11.000 Kommunen in Deutschland auf digitale Barrierefreiheit hin überprüft. Die Prüfung erfolgte durch eine Prüfgruppe von Menschen mit Behinderungen, die keine technische Vorbildung hatten. Die Prüfgruppe stammte von der DasDies Service GmbH (ein Unternehmen der AWO Ruhr-Lippe-Ems) mit Sitz in Kamen.
Diese Gruppe legte fünf alltagsnahe Kriterien fest, anhand derer die Seiten bewertet wurden:
Die fünf Prüffragen:
1. Kann man die Schriftgröße ändern?
2. Gibt es eine Vorlesefunktion?
3. Gibt es ein Angebot in Leichter Sprache?
4. Wird das Thema Barrierefreiheit auf der Seite erwähnt?
5. Kann man in wenigen Minuten einen Termin zur Ausweisverlängerung finden?

Jede Website konnte pro Frage einen Punkt erzielen, insgesamt also maximal 5 Punkte.

### Technische Ergänzungen
Parallel zu den menschlichen Tests wurden auch technische Messungen' mit einem Lighthouse Score und einem Prüfungstool von EyeAble durchgeführt. Diese zeigten ähnliche Ergebnisse, deckten sich jedoch nicht vollständig mit dem Nutzererleben der Prüfgruppe.

## Ergebnisse
Die Ergebnisse des im Juni 2024 durchgeführten Testmarathons zeigen erhebliche Defizite:
- Nur 3 % der rund 11.000 untersuchten Kommunen erreichten die volle Punktzahl.
- 7 % (ca. 770 Kommunen) erhielten 0 Punkte – sie waren digital gar nicht zugänglich für Menschen mit Behinderungen.
- Im bundesweiten Durchschnitt wurden lediglich 37 % der möglichen Punkte erreicht.

Die am häufigsten erfüllte Anforderung war die Auffindbarkeit eines Ausweis-Termins (84 %), während das Angebot in Leichter Sprache mit nur 11 % besonders schlecht abschnitt.
Die Ergebnisse werden fortlaufend aktualisiert.

## Mediale Resonanz
Zahlreiche Lokalnachrichten nahmen die Veröffentlichung des Atlas als Anlass, die Ergebnisse ihrer Kommune zu publizieren. So berichtete bspw. die WAZ, die Braunschweiger Zeitung oder der Schwarzwälder Bote.

### Kritik
Es gab vereinzelt Kritik an der Vorgehensweise der Prüfgruppe und den Kriterien. Neben anderen Kritikpunkten wurden bspw. die Prüfkriterien von Netzpolitik.org als „oberflächlich“ dargestellt. Der Atlas reagierte auf diese Kritik und weist sie in Teilen zurück bzw. erkennt Meinungsverschiedenheiten als Teil der Diskussion an.

## Projektpartner
Das Projekt wird von mehreren Organisationen getragen:
- Inclusion Technology Lab e.V. – fachliche Leitung und Datenkoordination
- DasDies Service GmbH (AWO Ruhr-Lippe-Ems), Kamen – Durchführung der Website-Tests mit einer Prüfgruppe von Menschen mit Behinderungen
- Aktion Mensch – finanzielle Förderung
- Gruppe für Gestaltung (GfG), Bremen - Gestaltung der Homepage